# (13109) Berzelius
(13109) Berzelius  es un asteroide perteneciente al cinturón de asteroides, descubierto el 14 de mayo de 1993 por Eric Walter Elst desde el Observatorio de La Silla, en Chile.

## Designación y nombre
Berzelius se designó inicialmente como 1993 JB1.
Más adelante fue nombrado en honor al químico sueco Jöns Jacob Berzelius (1779-1848).

## Características orbitales
Berzelius orbita a una distancia media del Sol de 2,4142 ua, pudiendo acercarse hasta 1,9804 ua y alejarse hasta 2,8480 ua. Tiene una excentricidad de 0,1796 y una inclinación orbital de 6,1347° grados. Emplea en completar una órbita alrededor del Sol 1370 días.

## Características físicas
Su magnitud absoluta es 14,5. Tiene 8,092 km de diámetro. Su albedo se estima en 0,051.